# Hương Phường
Hương Phường (tiếng Trung giản thể: 香坊区, Hán Việt: Hương Phường khu) là một quận thuộc địa cấp thị Cáp Nhĩ Tân, tỉnh Hắc Long Giang, Cộng hòa Nhân dân Trung Hoa. Quận này có diện tích 339.5 km², trong đó diện tích đô thị là 88,6 km², dân số: 792.700 người. Quận này có mã số bưu chính 150036. Trụ sở chính quyền quận tại số 461, đường Công Tân. Ngày 15 tháng 8 năm 2006, Quốc vụ viện Trung Quốc đã phê chuẩn việc sáp nhập quận Hương Phường và quận Động Lực để lập thành quận Hương Phường mới. Quận Hương Phường hiện có 20 nhai đạo, 2 trấn, 2 hương